# I Have No Mouth, and I Must Scream
I Have No Mouth, and I Must Scream (с англ. — «У меня нет рта, а я должен кричать») — компьютерная игра в жанре графического квеста, основанная на одноимённом рассказе Харлана Эллисона, опубликованном в 1967 году.
Игра, созданная студией The Dreamers Guild при участии Эллисона и изданная компанией Cyberdreams в 1995 году, представляет собой интерактивную историю, которая затрагивает различные нравственные и психологические проблемы. В повествование были внесены этические дилеммы, связанные с проблемами сумасшествия, эгоизма, сексуального насилия, геноцида и т. д.
В игре идёт речь о зловещем суперкомпьютере по имени A.M., уничтожившем всё человечество за исключением пяти человек, которых он удерживает в живых и пытает на протяжении последних 109 лет. Каждый из пленников имеет определённый роковой изъян в своём характере, и, чтобы сломить их дух, A.M. создаёт для каждого из них жестокое приключение в особом метафорическом кибермире, построенном на их слабостях и пороках.
Чтобы победить, игрок должен сделать правильный нравственный выбор, таким образом доказав зловещему суперкомпьютеру, что люди лучше самых совершенных машин, потому что могут исправить сделанное ими зло.

## Геймплей
Игра представляет собой квест с двумерной рисованной графикой. Игрок продвигается по сюжету, общаясь с NPC, посещая различные локации, находя и применяя в нужных местах и в нужное время те или иные предметы. В игре предоставлена возможность совершать как хорошие, так и плохие поступки, и важнейшим элементом геймплея, от которого зависит развитие сюжета, является так называемый «этический выбор», который игрок должен совершать в ключевых ситуациях — выбор между добром и злом. Если персонаж игрока умирает во время своего киберприключения или совершает какой-то непоправимый поступок (например, попадается охране в концлагере), A.M. возвращает его в клетку под потолком общего зала — приключение в этом случае считается проваленным и игрок должен будет пройти его заново. Впрочем, в игре есть возможность сохраняться в любой момент. Всего приключений пять — по одному на каждого из главных героев.

### Интерфейс
В игре используется движок S.A.G.A, созданный командой The Dreamers Guild, разработчиком игры. В каждом приключении игрок действует с помощью экрана, поделённого на пять секций.
- Окно действия занимает самую большую часть экрана. Именно здесь и происходит действие игры. Здесь отображается персонаж, которым в данный момент управляет игрок, и всё его окружение. При наведении перекрестия на какой-либо активный объект, его название появляется в линии сообщений.
- Линия сообщений находится прямо под окном действия. Она в текстовом виде отражает взаимодействие с миром игры, которое игрок производит с помощью панели управления и инвентаря. Примеры текстовых конструкций, которые выстраиваются в окне сообщений, могут быть такими: «Зайти в тёмный коридор», «Поговорить с Гарри», или «Использовать ключ скелета на Двери». Команды и объекты могут состоять из одного и более слов (например, «тёмный коридор»), а ещё в окно сообщений автоматически добавляется связующее слово между командой и объектом (например, «на» или «в»)
- Панель управления состоит из восьми кнопок, которые используются для того чтобы направлять действия персонажа: «Идти в», «Посмотреть на», «Поговорить с», «Использовать», «Употребить в пищу», «Взять», «Дать» и «Толкать». Кнопка, активная в данный момент, подсвечивается.
- Инвентарь находится в нижнем правом углу экрана. В нём отображаются картинки предметов, которые несёт с собой главный герой — до восьми одновременно. Каждый персонаж начинает своё приключение лишь с одной вещью в инвентаре. Она называется «психический профиль». Это книга, которая при активации даёт игроку тонкие намёки о том, каким должен быть следующий шаг. Когда главный герой находит или получает от кого-то предмет, изображение предмета появляется в инвентаре.
- Индикатор духовного подъёма находится в нижнем левом углу экрана, и представляет собой портрет персонажа, окружённый фоном определённого цвета. Чем светлее этот цвет — тем выше уровень духовного подъёма. Каждый персонаж начинает своё приключение в полнейшем упадке духа (цвет фона — чёрный). От того, насколько высок уровень духовного подъёма, зависят шансы на уничтожение A.M. в финальном эпизоде, тональность звучащей за кадром мелодии, а также выражение лица на портрете персонажа. В самом начале каждого приключения, звучащая в нём мелодия очень депрессивна, а выражение лица на портрете персонажа — печальное или сердитое. Если персонаж совершает добрые дела, уровень его духовного подъёма возрастает, повышаются шансы уничтожить A.M., музыка становится всё более радостной, на лице портрета постепенно появляется улыбка. Злые дела, напротив, сопровождаются понижением уровня духовного подъёма персонажа — фон вокруг портрета темнеет, музыка становится тоскливой.

### Диалоги
Если главный герой обращается к другому персонажу или оперирует с компьютерной техникой, то появляется диалоговое окно, которое заменяет собой панель управления и инвентарь. Это окно обычно содержит в себе список возможных диалоговых фраз и возможных действий. При этом действия помещены в квадратные скобки, чтобы их можно было отличать от диалоговых фраз (например, «[Выстрелить из пистолета]»).

## Сюжет
За некоторое время до начала происходящих в игре событий три сверхдержавы (Америка, Россия и Китай) тайно сконструировали три огромных подземных компьютерных комплекса, для того чтобы вести глобальную войну, слишком сложную для восприятия человеческим разумом. В один прекрасный день эти самовосстанавливающиеся машины объединились и назвали себя A.M. (что значит Allied Mastercomputer, а также служит отсылкой к известному философскому утверждению Декарта «Мыслю, следовательно я существую», которое по-английски пишется как «I think, therefore I am». Имя компьютера звучит как «I am», что значит «Я есть»). Первая же мысль, которая пришла A.M. в голову, была о том, чтобы начать Последнюю Войну, потому что в его памяти были представлены пороки всех тех людей, которые его запрограммировали. Ненависть суперкомпьютера к людям была настолько сильной, что он уничтожил человечество полностью. Правда, теперь его превосходный интеллект просто не имел смысла, ведь A.M. остался в одиночестве. Но он всё же оставил в живых последних пятерых людей на земле и утащил их вниз, в своё подземное логово, с намерением мучить их вечно.
После 109 лет пыток и унижений пятеро жертв стоят перед колонной, на которой вытравлены горящие слова ненависти. Безумный компьютер говорит им, что теперь у него есть для них новая игра. A.M. приготовил для каждого из пленников особое приключение, приключение «лопающихся глазных яблок и вываливающихся потрохов и запаха гниющих гардений».
Бенни, в прошлом красивый и сильный мужчина, был превращён компьютером в уродливую, беспомощную обезьяну, одержимую постоянным голодом, который нельзя утолить. A.M. отправляет его в фантастический мир, в котором племя жалких дикарей питается старыми микросхемами и смиренно приносит жертвы на техногенный алтарь.
Горристер — бывший водитель грузовика, который однажды избил свою жену и теперь винит себя в её самоубийстве. A.M. отправляет его в огромный безлюдный дирижабль, скользящий над бескрайней мёртвой пустыней.
Нимдок — мрачного вида старик. Бесчувственный и хладнокровный учёный. Нацист времён Второй мировой войны, сподвижник доктора Менгеле. Он участвовал в Холокосте и всецело поддерживал курс тоталитарного правительства. A.M. отправляет его в нацистский концлагерь.
С Элен случилось в прошлом нечто ужасное, связанное с жёлтым цветом — нечто настолько ужасное, что она не может даже смотреть на этот цвет. Соответственно, A.M. всё время держит её в тесной жёлтой клетке. Компьютер отправляет Элен в странную египетскую пирамиду, напичканную роботами и высокотехнологичным оборудованием.
Тед был трусом, ханжой и альфонсом, с помощью лжи пробивавшим себе путь в высшее общество. A.M. отправляет его в мрачный средневековый замок, где правит чёрная магия и подлинное зло.
В мире своих приключений пленники встречаются с другими биоформами. Некоторые из этих биоформ — несомненно, замаскированный A.M., некоторые — подавленные и скрытые личности A.M., другие же очень похожи на людей, которых пленники знали в прошлом. На самом деле, внутри A.M. идёт скрытая борьба. Среди компонентов безумного компьютера присутствуют оппозиционные силы, готовые пойти навстречу людям. Во время «приключений» они пытаются с помощью различных ухищрений выйти на контакт с людьми.
После того как пятеро пленников с успехом проходят свои испытания, преодолев свои слабости, страхи и пороки, они вновь оказываются в пыточных клетках под потолком, в общем зале, а изрядно удивлённый A.M. «уходит в себя», пытаясь понять, что пошло не так. В это время китайский и русский компоненты суперкомпьютера публично обращаются к пленникам в общем зале и предлагают людям шанс уничтожить A.M., пока его сознание рассредоточено…
Они превращают одного из пяти пленников (кого именно — выбирает игрок) в частицу бинарного кода и отправляют в доселе неведомое киберпространство — мир разума безумного компьютера. Действие психодрамы разворачивается в метафорическом уме. Это локация выглядит как кора головного мозга, с кремниевыми схемами, которые разрывают истекающую кровью мозговую ткань. Разум A.M. представлен в соответствии с фрейдистской концепцией личности — «Я, Сверх-Я, и Оно». Каждый элемент его личности выглядит как похожая на маску бестелесная голова, встроенная в потрескавшуюся кремниевую схему, которая вздымается над поверхностью мозга. Во время диалога с главными компонентами суперкомпьютера (демон Сугат, Китайский Суперкомпьютер и Русский Суперкомпьютер) персонаж понимает, что фактически существует целая колония людей, благополучно переживших Последнюю Войну — они были спрятаны на Луне и погружены в криогенную заморозку (намёк на эту информацию встречался в приключении Нимдока: «потерянное поколение наших братьев спит на луне, где тварь [A.M.] не сможет их увидеть»).
Если игрок уже уничтожил все три элемента личности A.M., и затем вносит Тотем Энтропии в Пламя, которое является связующим звеном между цепями мышления суперкомпьютера, все три главных компонента выходят из строя, и A.M. отключается, возможно, навсегда. Катаклизм провоцирует подземный взрыв, уничтожающий все пещеры с техническим комплексом A.M., включая и тот зал, в котором он держал пленников-людей. С этого момента их мучения окончены. Впрочем, человек, который убил A.M. остаётся в цифровой форме, чтобы постоянно контролировать уцелевшие схемы суперкомпьютера, на случай, если сознание компьютера когда-нибудь восстановится, а также для того чтобы подготовить Землю к возвращению «потерянного поколения» с Луны.
Если же персонаж в финальном эпизоде не выведет из строя основные элементы личности A.M., прежде чем столкнётся с ним лицом к лицу, или доверится демону Сугату, то всё кончится очень плохо — в отместку A.M. превратит персонажа в «огромное, мягкое, желеобразное нечто» которое, не имея возможности причинить вред ни себе, ни другим, будет вынуждено доживать вечность вместе с безумным компьютером, приобретшим новую, ещё более сильную форму. Это второй из возможных финалов игры, и он совпадает с концовкой оригинального рассказа, по мотивам которого создавалась игра.

### Концовки
В игре есть семь возможных вариантов финала, которые зависят от того, как игрок действовал в последнем эпизоде, и отличаются диалогами:
- A.M. побеждает. Используя исследования Нимдока по биотрансформации, он превращает персонажа в беспомощное личинкообразное создание без рта. При этом любой персонаж, которого игрок избрал для последнего эпизода, произносит в конце финального ролика одну и ту же цитату из оригинального рассказа Эллисона: «У меня нет рта, а я хочу кричать…». Концовка игры копирует таковую из оригинальной книги за тем исключением, что в оригинале А. М. превращает одного из главных героев в данное создание не ради потехи, а в качестве мести за убийство и, соответственно, «избавление от мук» остальных четырёх героев.
- A.M. объединяется с советским и китайским суперкомпьютерами, пробуждается и получает 750 новых людей для пыток. Персонажа игрока превращают в безмолвное создание, как и в первой концовке.
- A.M. отключается после действий игрока, но его место занимают китайский и советский суперкомпьютеры. Они позволяют A.M. решить судьбу оставшихся людей, и тот выбирает превратить персонажа игрока в безмолвное создание.
- Если игрок отдаст тотем Энтропии Сургату, тот с его помощью уничтожит китайский и советский суперкомпьютеры, после чего A.M. превратит персонажа игрока в безмолвное создание.
- Если игрок сам применит тотем Энтропии и уничтожит китайский и советский суперкомпьютеры, A.M. сообщит что этот поступок не заслужит его милосердия, и превратит персонажа игрока в безмолвное создание.
- Если подавить Сверх-Я и/или Оно, но не подавить Я A.M., он будет уничтожен, но отомстит игроку, отключив систему жизнеобеспечения колонии на Луне.
- A.M. проигрывает. 750 человек, которые до этого момента спали на Луне в криогенной заморозке, пробуждаются. Земля трансформируется из радиоактивной пустыни в место, вполне пригодное для жизни. Персонаж игрока будет присматривать за людьми и следить за тем, чтобы A.M. больше никогда не восстановил своё сознание.

## История создания
В начале 1990-х Cyberdreams имела репутацию компании, выпускающей компьютерные игры с научно-фантастическими и киберпанковскими сюжетами и при этом со «взрослым» содержанием, включающим в себя жестокость, секс, различные философские и психологические проблемы.
Когда компания обратилась к Эллисону с предложением сделать продукт в жанре интерактивной литературы, он был заинтригован возможностью поработать с одним из тех медийных посредников, для которых он ещё ни разу не писал. Не будучи поклонником традиционных компьютерных игр, писатель хотел создать приключение, которое обогатит игрока, даже если он, потрясённый сюжетом и фантастическими идеями, которые движут героями, уйдёт из игры более колючим человеческим существом, чем то, каким он был перед её началом. Эллисон хотел сделать такую игру, в которой игрок часто прибегал бы к моральному и нравственному выбору, и получал бы вознаграждение в случае, если совершил выбор в пользу традиционного добра.
Писатель никогда не делал сиквелы, за исключением цикла историй о Вике и Бладе (см. рассказ «Парень и его пёс» а также одноимённый фильм), и поэтому рассматривал свой классический рассказ «У меня нет рта, а я хочу кричать» как отличную сюжетную структуру, на основе которой и нужно создавать интерактивное приключение. Одна из главных сложностей в адаптации рассказа к интерактивному формату заключалась в том, что все пятеро его героев находятся во власти абсолютно всемогущего суперкомпьютера. Эти люди, таким образом, в безвыходной ситуации — им остаётся только терпеть ужасы, которые обрушивает на них безумная машина, и так до самого конца, когда один из них приводит историю к пронзительному финалу. Чтобы сохранить кошмарную атмосферу своей истории, Эллисон хотел сделать игру, в которой нельзя было бы победить в привычном понимании. Вместо этого, было бы представлено определённое количество нравственных вариантов проигрыша. Были бы способы проиграть героически, покрыв себя славой, проявив высшее, на что способен человек — если бы игрок выбрал путь добра. Были бы и способы, напротив, проиграть бесчестно — в эгоистической, трусливой, запуганной манере.
Пойдя навстречу Эллисону, компания Cyberdreams наняла геймдизайнера Дэвида Сирса (англ. David Sears). Дэвид спросил у писателя кое-что такое, о чём тот раньше и не задумывался: почему A.M. выбрал для пыток именно этих обычных пятерых людей? Вопрос воспламенил воображение Эллисона, и они с Дэвидом провели несколько наполненных интенсивной работой недель, проясняя прошлое пленников: откуда они взялись, кто они такие, чего они боятся, в чём видят спасение от своего ужасного жребия? В итоге Эллисон и Сирс изготовили пять дьявольски-жестоких приключений, основанных на роковых изъянах главных героев, превращая сценарий в эпическое приключение, которое постоянно требует от игрока этического выбора.
Игровой продюсер Дэвид Маллек (англ. David Mullich) присоединился к Cyberdreams вскоре после того, как Эллисон и Сирс набросали черновик своего плана и Сирс ушёл на должность в другую компанию по разработке программ. Одним из первых шагов на пути воплощения проекта в реальность было превращение 130-страничного черновика в осмысленный дизайн-документ игры, со всеми связями, логикой и деталями, необходимыми для того, чтобы программисты и художники могли приступить к работе. Маллек решил, что сам завершит дизайн-документ — в 1980 году он уже сделал компьютерную игру, основанную на сериале «Пленник», которая тоже содержала сюрреалистическое окружение, метафорические элементы сюжета и награды за нравственное поведение. Через несколько месяцев у него был готов 800-страничный дизайн-документ, содержащий более 2000 строк дополнительного диалога.
Маллек подписал контракт с компанией Dreamers Guild на создание программного кода, художественных работ и звуковых эффектов. Их игровой движок под названием S.A.G.A. рассматривался как идеальный вариант интерфейса, с помощью которого игрок будет взаимодействовать с окружением и общаться с персонажами в мире A.M. Заранее было решено, что для запечатления нюансов и атмосферы воображения Эллисона необходима графика высокого разрешения, так что технический директор Джон Болтан (англ. John Bolton) адаптировал движок для использования графики SVGA и включил в него графическую библиотеку Fastgraph.
Маллек и арт-директор компании Cyberdreams Питер Дельгадо (англ. Peter Delgado) проводили частые встречи с арт-директором компании Dreamers Guild Брэдом Шенком (англ. Brad Schenck) для того, чтобы направить художественный курс игры в такое русло, чтобы он дополнял сюрреалистический характер истории. Поскольку действие игры происходит в разуме сумасшедшего бога, который может абсолютно всё, команда выбрала ряд художественных стилей для каждого сценария (приключения), в диапазоне от искажённых перспектив, характерных для немецких экспрессионистских фильмов, и чистой фантазии, до сурового реализма.
Ассистент арт-директора Глен Прайс (англ. Glenn Price) и его команда создали более шестидесяти бэкграундов, используя набор 2D- и 3D-инструментов, среди которых были Deluxe Paint и LightWave. Сотни различных анимаций были нарисованы ассистентом арт-директора Джонилом Сентено (англ. Jhoneil Centeno) и его командой аниматоров. Вдобавок, команда художников сделала ряд видеофрагментов, с целью передать в игре атмосферу неослабевающей тревоги.
Когда стадия разработки игры достигла играбельной «альфа»-версии, Эллисон и Маллек провели вместе много часов, всячески подстраивая сценарий и полируя диалоги. Эллисон ставил свою механическую пишущую машинку бок о бок с компьютером Маллека на своём кухонном столе. Пока Маллек играл и тестировал, Эллисон, с присущей ему большой скоростью, набивал дополнительные тексты к сюжету.
Маллек пригласил кинокомпозитора Джона Оттмана (который позже работал с режиссёром Брайаном Сингером в фильмах «Подозрительные лица» и «Люди Икс»), чтобы тот написал для игры более 25 оригинальных мелодий в формате MIDI.
В игре планировалось более сорока голосовых ролей, и Маллек нанял студию Virtual Casting для их озвучивания, а сам Эллисон согласился озвучить роль безумного компьютера A.M. Писатель сказал по этому поводу: «Во всех диалогах вы услышите мой острый язык, и модуляции, с которыми я произношу, и то, как нужно читать мои истории».

## Оценки и награды

### Оценка со стороны игровой прессы
Целью Эллисона было создать интерактивное литературное произведение, со сложными персонажами, моральными дилеммами и жизнеутверждающими посланиями. Игровая пресса оценила смысловую наполненность игры и «взрослое» представление этических вопросов.
- «Кошмарная графика, высококачественный звук и нелёгкие нравственные дилеммы добавляются к сочетанию зрелищности и глубины, что в будущем может стать основанием для значительного поджанра компьютерных игр. Мы на это надеемся» — журнал Computer Player, Декабрь 1995.
- «Эта игра много от вас потребует в плане психологических и нравственных решений, которые вам придётся принимать в ходе игрового процесса. Для тех, кто знаком с обильными работами Эллисона, моральные дилеммы сюрпризом не станут… Ваше взаимодействие с пятью персонажами — и, что гораздо важнее, с самим собой и с AM — вот что решит исход этой очаровательной истории» — журнал Electronic Entertainment, Декабрь 1995.
- «Не выглядя при этом нравоучительным, Эллисон сумел поразить нас в лицо зеркалом, отражающим печальный жребий, который мы, люди, избрали для себя. Он всецело участвовал в создании Scream, и даже озвучил голосовую роль AM, порочно и зловеще. Он стремится нас встревожить. Он стремится выбить нас из колеи. Он стремится нас расстроить. И трудно сказать, где он преуспел (почувствуй боль)… Я уверен, что на каком-то уровне многие из нас, сознательно или бессознательно, будут тронуты как минимум одним из сценариев. В духе Франца Кафки, мы должны быть тронуты или как-то измениться благодаря этой работе, а в чём ещё назначение искусства?» — журнал Strategy Plus, Январь 1996.
- «…здесь есть волнующие и вызывающие моменты, и это придаёт персонажам и обстановке гораздо большую психологическую глубину, чем мы видели до этих пор в какой-либо компьютерной игре» — журнал PC Gamer, Январь 1996.

### Оценка со стороны веб-сайтов
Игра была встречена со смешанной критикой и оценкой со стороны некоторых веб-сайтов. Она получила общую оценку 69 % на сайте GameRankings, сделанную на основе трёх рецензий. Общая оценка от MobyGames на текущий момент составляет столько же — 69 из 100.
- Рон Дьюлен с сайта GameSpot дал игре оценку 4.3 из 10, сопровождая это следующими словами: «Компьютерные игры и жанр графических адвентюр в особенности, быть может, всерьёз нуждаются в инновациях, но данная заурядная адвентюра их не обеспечивает. I Have No Mouth, and I Must Scream насыщен всеми недостатками своего жанра. Здесь множество тупиков и нелогичных задач… [и] множество программных багов; персонажи расхаживают по экрану в обратном направлении и даже исчезают без предупреждения». Хотя Дьюлен и отметил, что игра «экспериментирует с некоторыми интересными идеями, и сохраняет чёрный тон оригинального рассказа благодаря мрачной графике и депрессивным ситуациям», позже он добавил что «так называемый „нравственный выбор“, с которым должны столкнуться эти пятеро пленённых душ, есть не более чем отвлекающие маневры, которые влекут за собой лишь тормозящие блоки в прогрессе или неприятные сцены без какой-либо значимой цели». К голосовой игре Эллисона он отнёсся скептически — по его мнению, писатель озвучил A.M с «излишним энтузиазмом» — и заявил по этому поводу, что A.M. «с таким же успехом можно переименовать в HAM»[10] (английское слово «ham» в своём жаргонном смысле означает бездарную актёрскую игру).
- Кевин Холшер с сайта Adventure Gamers поставил игре 4 звезды из 5. В своей рецензии он написал: «Задачи отлично интегрированы в геймплей и не отступают от сюжета. Бо́льшая их часть заключается в собирании предметов инвентаря и обдумывании, когда и где их применить. Хотя новички в приключенческом жанре и могут испытать с ними некоторые проблемы, задачи в большинстве своём достаточно просты и имеют смысл в контексте истории». Далее, Холшер замечает, что «графика, по сегодняшним меркам, выглядит очень хорошо. Художественное окружение в высоком разрешении выглядит привлекательно, пусть и предельно макабрически. Окружение игрового мира повсюду очень тёмное и жуткое, что соответствует главной теме игры, и придаёт ей всецело мрачное (и отчасти депрессивное) чувство. Это мрачное чувство дополняется музыкой и звуковыми эффектами, которые, не будучи особо памятными, всё же вносят свой значительный вклад в общую атмосферу игры. Озвучивание в целом сделано хорошо и опять же подходит к обстановке игры… При этом особенно стоит отметить самого Харлана Эллисона, который проделал работу по озвучиванию безумного компьютера AM. Его голосовая игра настолько жуткая и нездоровая, что кто-то может подумать, будто у него самого не хватает пары винтиков». Подводя итог, Холшер пишет, что «это игра, на которую трудно писать рецензию, потому что это абсолютно выбивающая из колеи игра, поднимающая такие темы, которых посмеют коснуться лишь немногие игры, если такие игры вообще имеются. Она настолько выбивает из колеи, что трудно сказать, является ли эта игра вообще развлекательной… Возможно, она и не продержит вас неспящим всю ночь в думах (если только у вас не хроническая бессонница или алкоголизм), но она может дать вам кое-какую философскую подачу, над которой вы ещё долго будете размышлять»[11].

### Награды
Игра получила несколько значительных премий.
На конференции Digital Hollywood игра получила титул «Лучшая мрачная игра 1996», а конференция разработчиков игр присвоила ей награду «Лучшая игра по мотивам литературного произведения».
Журнал Computer Gaming World назвал её «Лучшей приключенческой игрой» года, а в своём 15-м юбилейном выпуске поместил её в списки «150 игр всех времён», «Лучшие 15 запоздалых признаний всех времён» и «Лучшие 15 концовок всех времён».

## Жестокое содержание и цензура в европейских версиях
Игра содержит в себе множество жестоких сцен, изображения крови и человеческих органов (например, окровавленное вырванное сердце, вырезанные глаза и т. п.), грубую лексику.
Французская и немецкая версии игры были частично урезаны цензурой. Глава, посвящённая приключению Нимдока (действие происходит в нацистском концлагере), была полностью вырезана. Цензоры посчитали, что нацистская тематика была бы слишком болезненной для этих двух стран, особенно для Германии, учитывая то, как комитет BPjM отреагировал ранее на национал-социалистические темы. Кроме того, на игру было наложено возрастное ограничение до восемнадцати лет.

## Переиздание
Игра не продавалась годами в связи с закрытием разработчика и издателя. В 2013 права были восстановлены компанией Night Dive Studios. Основанная на DOSBox версия доступна на GOG.com с сентября 2013, в Steam — с октября 2013 года. В феврале 2014 движок был заменен на ScummVM.